# Kleingebiet Szombathely
Das Kleingebiet Szombathely (ungarisch Szombathelyi kistérség) war bis Ende 2012 eine ungarische Verwaltungseinheit (LAU 1) innerhalb des Komitats Vas. Während der Verwaltungsreform 2013 erfuhr das Kleingebiet keine Veränderungen in der Struktur, alle 40 Ortschaften wurden komplett in den Nachfolger-Kreis Szombathely (ungarisch Szombathelyi járás) übernommen.

## Einwohnerschaft
Ende 2012 lebten auf einer Fläche von 646,36 km² 110.504 Einwohner. Die Bevölkerungsdichte des größten und bevölkerungsreichsten Kleingebiets betrug 171.
Der Verwaltungssitz befand sich in der Hauptstadt des Komitats, Szombathely (77.547 Ew.), das zugleich auch über Komitatsrecht verfügt. Zweitbevölkerungsstärkste Ortschaft im Kleingebiet war die Stadt Vép (3.323 Ew.). Die 38 restlichen Ortschaften hatten im Durchschnitt eine Einwohnerzahl von 780.

## Ortschaften
| Acsád (dt.: Otschaden)                                       | Balogunyom                        | Bozzai (dt.: Bosau)             | Bucsu (dt.: Butsching)                    | Csempeszkopács                       |
| Dozmat (dt.: Großmuken)                                      | Felsőcsatár (dt.: Ober Schilding) | Gencsapáti (dt.: Gentschendorf) | Gyanógeregye                              | Horvátlövő (dt.: Kroatisch Schützen) |
| Ják (dt.: Sankt Georgen)                                     | Kisunyom (dt.: Klein Umbach)      | Meszlen (dt.: Mesling)          | Nárai (Narrein)                           | Narda (dt.: Naring)                  |
| Nemesbőd (dt.:Buiding)                                       | Nemeskolta                        | Perenye (dt.: Brinnersdorf)     | Pornóapáti (dt.: Pernau)                  | Rábatöttös (dt.: Detisch)            |
| Rum (dt.: Rum)                                               | Salköveskút                       | Sé (dt.: Scheibing)             | Sorkifalud (dt.: Sankt Leonhard)          | Sorkikápolna (dt.: Kappelnau)        |
| Sorokpolány (dt.: Neudorfsbruck-Blambach)                    | Söpte (dt.: Seibtau)              | Szentpéterfa (dt.: Prostrum)    | Szombathely (dt.: Stein am Anger)         | Tanakajd (dt.: Tannau-Keit)          |
| Táplánszentkereszt (dt.: Albendorfsbruck-Sankt Lorenzsbruck) | Torony (dt.: Dienling)            | Vasasszonyfa (dt.: Assing)      | Vaskeresztes (dt.: Großdorf an der Pinka) | Vassurány (dt.: Schrambach)          |
| Vasszécseny (dt.: Auet)                                      | Vasszilvágy                       | Vát (dt.: Waltendorf)           | Vép (dt.: Weppendorf)                     | Zsennye (dt.: Schengau)              |